# Ophiomyia gressitti
Ophiomyia gressitti är en tvåvingeart som beskrevs av Mitsuhiro Sasakawa 1963. Ophiomyia gressitti ingår i släktet Ophiomyia och familjen minerarflugor. Inga underarter finns listade i Catalogue of Life.